# Stany Zjednoczone na Zimowych Igrzyskach Olimpijskich 1964
Stany Zjednoczone na Zimowych Igrzyskach Olimpijskich 1964 reprezentowało 90 zawodników: 71 mężczyzn i 19 kobiet. Był to dziewiąty start reprezentacji Stanów Zjednoczonych na zimowych igrzyskach olimpijskich.

## Zdobyte medale
| Medal  | Zawodnik        | Dyscyplina            | Konkurencja                | Rezultat    |
| ------ | --------------- | --------------------- | -------------------------- | ----------- |
| Złoto  | Terry McDermott | Łyżwiarstwo szybkie   | bieg na 500 m mężczyzn     | 40,1 s      |
| Srebro | Billy Kidd      | Narciarstwo alpejskie | Slalom specjalnym mężczyzn | 2:11,27 min |
| Srebro | Jean Saubert    | Narciarstwo alpejskie | slalom gigant kobiet       | 1:53,11 min |
| Brąz   | Scott Allen     | Łyżwiarstwo figurowe  | Soliści                    | 1873,6 pkt  |
| Brąz   | Jim Heuga       | Narciarstwo alpejskie | slalom specjalny mężczyzn  | 2:11,52 min |
| Brąz   | Jean Saubert    | Narciarstwo alpejskie | slalom specjalny kobiet    | 1:31,36 min |

## Skład kadry

### Biathlon
Mężczyźni
| Zawodnik         | Konkurencja   | czas biegu | Kary  | Łączny czas | Pozycja |
| ---------------- | ------------- | ---------- | ----- | ----------- | ------- |
| Charles Akers    | Bieg na 20 km | 1:28:24,9  | 4:00  | 1:32:24,9   | 16.     |
| William Spencer  | Bieg na 20 km | 1:28:49,8  | 8:00  | 1:36:49,8   | 30.     |
| Peter Lahdenpera | Bieg na 20 km | 1:27:04,7  | 16:00 | 1:43:04,7   | 36.     |
| Wisner Renne     | Bieg na 20 km | 1:34:45,9  | 12:00 | 1:46:45,9   | 39.     |

### Biegi narciarskie
Mężczyźni
| Zawodnik                                                | Konkurencja        | czas      | Pozycja |
| ------------------------------------------------------- | ------------------ | --------- | ------- |
| Michael Gallagher                                       | Bieg na 15 km      | 56:19,4   | 38.     |
| Michael Elliott                                         | Bieg na 15 km      | 56:51,8   | 41.     |
| Karl Bohlin                                             | Bieg na 15 km      | 57:54,0   | 47.     |
| William Taylor                                          | Bieg na 15 km      | 58:19,6   | 49.     |
| Mike Elliott                                            | Bieg na 30 km      | 1:40:11,7 | 30.     |
| Richard Taylor                                          | Bieg na 30 km      | 1:42:39,5 | 42.     |
| Lawrence Damon                                          | Bieg na 30 km      | 1:42:57,7 | 46.     |
| James Shea                                              | Bieg na 30 km      | 1:43:18,4 | 48.     |
| Lawrence Damon                                          | Bieg na 50 km      | 3:05:06,4 | 28.     |
| Richard Taylor                                          | Bieg na 50 km      | 3:09:58,3 | 34.     |
| Michael Gallagher Michael Elliott James Shea John Bower | Sztafeta 4 × 10 km | 2:39:17,3 | 13.     |

### Bobsleje
Mężczyźni
| Osada | Zawodnik                                                       | Konkurencja | Ślizg 1 | Ślizg 2 | Ślizg 3                   | Ślizg 4                   | Łącznie                   | Pozycja                   |
| ----- | -------------------------------------------------------------- | ----------- | ------- | ------- | ------------------------- | ------------------------- | ------------------------- | ------------------------- |
| USA-1 | Lawrence McKillip James Lamy                                   | Dwójki      | 1:06,17 | 1:06,34 | 1:05,84                   | 1:06,25                   | 4:24,60                   | 5.                        |
| USA-2 | Charles McDonald Charles Pandolph                              | Dwójki      | 1:05,97 | 1:05,85 | 1:06,16                   | 1:07,02                   | 4:25,00                   | 7.                        |
| USA-1 | William Hickey Reginald Benham William Dundon Charles Pandolph | Czwórki     | 1:03,90 | 1:04,11 | 1:04,43                   | 1:04,79                   | 4:17,23                   | 6.                        |
| USA-2 | Larry McKillip Bob Rogers Mike Baumgartner Jim Lamy            | Czwórki     | 1:03,92 | 1:04,22 | Nie ukończyli konkurencji | Nie ukończyli konkurencji | Nie ukończyli konkurencji | Nie ukończyli konkurencji |

### Hokej na lodzie
Reprezentacja mężczyzn
| - Daniel Dilworth - Dayton Fryberger - David Brooks - Donald Ross - Frank Reichart - Gary Schmalzbauer - Herbert Brooks - James Westby - Patrick Rupp |  | - Paul Coppo - Paul Johnson - Roger Christian - Thomas McCoy - Thomas Martin - Thomas Yurkovich - Wayne Meredith - William Christian |

Reprezentacja Stanów Zjednoczonych w rundzie kwalifikacyjnej pokonała reprezentację Rumunii i awansowała do rundy finałowej, w której zajęła 5. miejsce.

#### Runda kwalifikacyjna
| 28 stycznia 1964 | Stany Zjednoczone | 7:2 | Rumunia | Messehalle |

| Godzina: 17:00 |  | (1:0, 3:1, 3:1) |  |  |

### Tabela końcowa

#### Grupa finałowa
| Drużyna           | M | Mecze | Mecze | Mecze | Bramki | Bramki | Bramki | Pkt | Uwagi |
| Drużyna           | M | W     | R     | P     | +      | -      | +/-    | Pkt | Uwagi |
| ----------------- | - | ----- | ----- | ----- | ------ | ------ | ------ | --- | ----- |
| ZSRR              | 7 | 7     | 0     | 0     | 54     | 10     | +44    | 14  |       |
| Szwecja           | 7 | 5     | 0     | 2     | 47     | 16     | +31    | 10  |       |
| Czechosłowacja    | 7 | 5     | 0     | 2     | 38     | 19     | +19    | 10  |       |
| Kanada            | 7 | 5     | 0     | 2     | 32     | 17     | +15    | 10  |       |
| Stany Zjednoczone | 7 | 2     | 0     | 5     | 29     | 33     | -4     | 4   |       |
| Finlandia         | 7 | 2     | 0     | 5     | 10     | 31     | -21    | 4   |       |
| Niemcy            | 7 | 2     | 0     | 5     | 13     | 49     | -36    | 4   |       |
| Szwajcaria        | 7 | 0     | 0     | 7     | 9      | 57     | -48    | 0   |       |

Wyniki
| 29 stycznia 1964 | ZSRR | 5:1 | Stany Zjednoczone | Eisstadion |

| Godzina: 13:30 |

| 31 stycznia 1964 | Stany Zjednoczone | 8:0 | Niemcy | Messehalle |

| Godzina: 17:00 |

| 1 lutego 1964 | Szwecja | 7:4 | Stany Zjednoczone | Eisstadion |

| Godzina: 20:30 |

| 3 lutego 1964 | Kanada | 8:6 | Stany Zjednoczone | Eisstadion |

| Godzina: 20:30 |

| 5 lutego 1964 | Czechosłowacja | 7:1 | Stany Zjednoczone | Eisstadion |

| Godzina: 20:30 |

| 7 lutego 1964 | Stany Zjednoczone | 2:3 | Finlandia | Eisstadion |

| Godzina: 14:00 |

| 8 lutego 1964 | Stany Zjednoczone | 7:3 | Szwajcaria | Eisstadion |

| Godzina: 14:00 |

### Kombinacja norweska
Mężczyźni
| Zawodnik   | Konkurencja   | Bieg narciarski    | Bieg narciarski    | Bieg narciarski    | Skoki narciarskie | Skoki narciarskie | Skoki narciarskie | Skoki narciarskie | Skoki narciarskie | Skoki narciarskie | Skoki narciarskie | Skoki narciarskie | Łącznie                  | Pozycja                  |
| Zawodnik   | Konkurencja   | Czas biegu         | Pozycja            | Punkty             | Skok 1            | Nota              | Skok 2            | Nota              | Skok 3            | Nota              | Punkty            | Pozycja           | Łącznie                  | Pozycja                  |
| ---------- | ------------- | ------------------ | ------------------ | ------------------ | ----------------- | ----------------- | ----------------- | ----------------- | ----------------- | ----------------- | ----------------- | ----------------- | ------------------------ | ------------------------ |
| John Bower | Indywidualnie | 52:26,4            | 9.                 | 212,66             | 61,0              | 90,9              | 62,5              | 90,8              | 62,0              | 100,2             | 191,1             | 21.               | 403,76                   | 15.                      |
| James Shea | Indywidualnie | 53:04,2            | 13.                | 205,46             | 56,5              | 72,1              | 53,5              | 69,2              | 46,0              | 58,4              | 141,3             | 31.               | 346,76                   | 27.                      |
| James Page | Indywidualnie | Nie ukończył biegu | Nie ukończył biegu | Nie ukończył biegu | 57,0              | 80,1              | 52,5              | 71,4              | 49,5              | 72,2              | 152,3             | 30.               | Nie ukończył konkurencji | Nie ukończył konkurencji |

### Łyżwiarstwo figurowe
| Zawodnik                             | Konkurencja   | Nota   | Pozycja |
| ------------------------------------ | ------------- | ------ | ------- |
| Peggy Fleming                        | Solistki      | 1819,6 | 6.      |
| Christine Haigler                    | Solistki      | 1803,8 | 7.      |
| Albertina Noyes                      | Solistki      | 1798,9 | 8.      |
| Scotty Allen                         | Soliści       | 1873,6 | brąz    |
| Thomas Litz                          | Soliści       | 1764,7 | 6.      |
| Monty Hoyt                           | Soliści       | 1755,5 | 10.     |
| Vivian Joseph Ronald Joseph          | Pary sportowe | 98,2   | 4.      |
| Judi Fotheringill Jerry Fotheringill | Pary sportowe | 94,7   | 7.      |
| Cynthia Kauffman Ronald Kauffman     | Pary sportowe | 92,8   | 8.      |

### Łyżwiarstwo szybkie
Mężczyźni
| Zawodnik        | Konkurencja   | Konkurencja   | Konkurencja    | Konkurencja    | Konkurencja    | Konkurencja    | Konkurencja      | Konkurencja      |
| Zawodnik        | Bieg na 500 m | Bieg na 500 m | Bieg na 1500 m | Bieg na 1500 m | Bieg na 5000 m | Bieg na 5000 m | Bieg na 10 000 m | Bieg na 10 000 m |
| Zawodnik        | Czas          | Miejsce       | Czas           | Miejsce        | Czas           | Miejsce        | Czas             | Miejsce          |
| --------------- | ------------- | ------------- | -------------- | -------------- | -------------- | -------------- | ---------------- | ---------------- |
| Terry McDermott | 40,1          | złoto         |                |                |                |                |                  |                  |
| Edward Rudolph  | 40,9          | 6.            | 2:16,8         | 26.            |                |                |                  |                  |
| Bill Disney     | 41,1          | 8.            |                |                |                |                |                  |                  |
| Thomas Gray     | 41,5          | 14.           |                |                |                |                |                  |                  |
| Richard Hunt    |               |               | 2:14,4         | 15.            | 8:09,7         | 20.            |                  |                  |
| Howard Campbell |               |               | 2:16,4         | 25.            |                |                |                  |                  |
| Floyd Bedbury   |               |               | 2:21,3         | 42.            |                |                |                  |                  |
| Wayne LeBombard |               |               |                |                | 8:21,3         | 29.            | 17:30,6          | 30.              |
| Stanley Fail    |               |               |                |                | 8:31,9         | 38.            |                  |                  |

Kobiety
| Zawodnik         | Konkurencja   | Konkurencja   | Konkurencja    | Konkurencja    | Konkurencja    | Konkurencja    | Konkurencja    | Konkurencja    |
| Zawodnik         | Bieg na 500 m | Bieg na 500 m | Bieg na 1000 m | Bieg na 1000 m | Bieg na 1500 m | Bieg na 1500 m | Bieg na 3000 m | Bieg na 3000 m |
| Zawodnik         | Czas          | Miejsce       | Czas           | Miejsce        | Czas           | Miejsce        | Czas           | Miejsce        |
| ---------------- | ------------- | ------------- | -------------- | -------------- | -------------- | -------------- | -------------- | -------------- |
| Jeanne Ashworth  | 46,2          | 4.            | 1:38,7         | 11.            |                |                | 5:30,3         | 11.            |
| Janice Smith     | 46,2          | 4.            | 7:36,7         | 7.             | 2:37,8         | 24.            |                |                |
| Janice Lawler    | 46,6          | 7.            |                |                | 2:34,9         | 19.            |                |                |
| Barbara Lockhart |               |               | 1:38,6         | 10.            |                |                | 5:43,2         | 23.            |
| Judith Morstein  |               |               |                |                | 2:33,3         | 15.            |                |                |
| Sylvia White     |               |               |                |                |                |                | 5:42,7         | 21.            |

### Narciarstwo alpejskie
Mężczyźni
| Zawodnik        | Konkurencja | Konkurencja | Konkurencja     | Konkurencja     | Konkurencja         | Konkurencja         | Konkurencja              | Konkurencja              |
| Zawodnik        | Zjazd       | Zjazd       | Slalom gigant   | Slalom gigant   | Slalom specjalny    | Slalom specjalny    | Slalom specjalny         | Slalom specjalny         |
| Zawodnik        | Czas        | Pozycja     | Czas            | Pozycje         | Czas 1-go przejazdu | Czas 2-go przejazdu | Czas łączny              | Pozycja                  |
| --------------- | ----------- | ----------- | --------------- | --------------- | ------------------- | ------------------- | ------------------------ | ------------------------ |
| Charles Ferries | 2:23,00     | 20.         |                 |                 | 1:16,1              | Dyskwalifikacja     | Nie ukończył konkurencji | Nie ukończył konkurencji |
| Annbale Orsi    | 2:21,59     | 14.         |                 |                 |                     |                     |                          |                          |
| William Kidd    | 2:21,82     | 16.         | 1:49,97         | 7.              | 1:10,96             | 1:00,31             | 2:11,27                  | srebro                   |
| Wallece Werner  | 2:22,05     | 17.         | Dyskwalifikacja | Dyskwalifikacja | 1:11,64             | 1:01,82             | 2:13,46                  | 8.                       |
| William Marolt  |             |             | 1:51,29         | 12.             |                     |                     |                          |                          |
| James Heuga     |             |             | DYskwalifikacja | DYskwalifikacja | 1:10,16             | 1:01,36             | 2:11,52                  | brąz                     |

Kobiety
| Zawodniczka     | Konkurencja | Konkurencja | Konkurencja   | Konkurencja   | Konkurencja         | Konkurencja               | Konkurencja               | Konkurencja               |
| Zawodniczka     | Zjazd       | Zjazd       | Slalom gigant | Slalom gigant | Slalom specjalny    | Slalom specjalny          | Slalom specjalny          | Slalom specjalny          |
| Zawodniczka     | Czas        | Pozycja     | Czas          | Pozycja       | Czas 1-go przejazdu | Czas 2-go przejazdu       | Czas łączny               | Pozycja                   |
| --------------- | ----------- | ----------- | ------------- | ------------- | ------------------- | ------------------------- | ------------------------- | ------------------------- |
| Joan Hannah     | 2:01,88     | 15.         | 2:01,97       | 26.           | 51,36               | 56,03                     | 1:47,39                   | 19.                       |
| Linda Meyers    |             |             | 2:03,46       | 30.           | 47,02               | 50,91                     | 1:37,93                   | 12.'                      |
| Starr Walton    | 2:01,45     | 14.         |               |               |                     |                           |                           |                           |
| Margo Walters   | 2:02,68     | 21.         |               |               |                     |                           |                           |                           |
| Jean Saubert    | 2:03,79     | 26.         | 1:53,11       | srebro        | 44,78               | 46,58                     | 1:31,36                   | brąz                      |
| Barbara Ferries |             |             | 1:59,44       | 20.           | Dyskwalifikacja     | Nie ukończyła konkurencji | Nie ukończyła konkurencji | Nie ukończyła konkurencji |

### Saneczkarstwo
Mężczyźni
| Zawodnik                            | Konkurencja | Ślizg 1                   | Ślizg 2                   | Ślizg 3                   | Ślizg 4                   | Łącznie                   | Pozycja                   |
| ----------------------------------- | ----------- | ------------------------- | ------------------------- | ------------------------- | ------------------------- | ------------------------- | ------------------------- |
| George Farmer                       | Jedynki     | 56,78                     | 1:26,81                   | 57,00                     | 56,01                     | 4:16,6                    | 29.                       |
| Raymond Fales Nicholas Mastromatteo | Dwójki      | 1:00,75                   | 1:11,18                   |                           |                           | 2:11,93                   | 13.                       |
| James Higgins Ronnie Walters        | Dwójki      | Nie ukończyli konkurencji | Nie ukończyli konkurencji | Nie ukończyli konkurencji | Nie ukończyli konkurencji | Nie ukończyli konkurencji | Nie ukończyli konkurencji |

Kobiety
| Zawodnik           | Konkurencja | Ślizg 1          | Ślizg 2          | Ślizg 3          | Ślizg 4          | Łącznie          | Pozycja          |
| ------------------ | ----------- | ---------------- | ---------------- | ---------------- | ---------------- | ---------------- | ---------------- |
| Dorothy Hirschland | Jedynki     | Nie wystartowała | Nie wystartowała | Nie wystartowała | Nie wystartowała | Nie wystartowała | Nie wystartowała |

### Skoki narciarskie
Mężczyźni
| Konkurencja       | Skoczek            | Skok 1    | Skok 1 | Skok 2    | Skok 2 | Skok 3    | Skok 3 | Nota  | Pozycja |
| Konkurencja       | Skoczek            | odległość | Nota   | odległość | Nota   | odległość | Nota   | Nota  | Pozycja |
| ----------------- | ------------------ | --------- | ------ | --------- | ------ | --------- | ------ | ----- | ------- |
| Skocznia normalna | John Balfanz       | 74,0      | 102,2  | 74,5      | 103,9  | 74,5      | 102,6  | 206,5 | 10.     |
| Skocznia normalna | Gene Kotlarek      | 76,5      | 103,2  | 74,0      | 100,2  | 76,0      | 97,2   | 203,4 | 14.     |
| Skocznia normalna | Ansten Samuelstuen | 72,5      | 100,1  | 73,0      | 100,3  | 72,5      | 98,8   | 200,4 | 24.     |
| Skocznia normalna | David Hicks        | 72,5      | 92,6   | 72,0      | 95,4   | 71,5      | 94,9   | 190,3 | 41.     |
| Skocznia duża     | Gene Kotlarek      | 87,0      | 100,1  | 81,0      | 93,6   | 79,0      | 97,4   | 197,5 | 24.     |
| Skocznia duża     | David Hicks        | 84,0      | 93,5   | 85,0      | 98,9   | 79,0      | 96,4   | 195,3 | 29.     |
| Skocznia duża     | Ansten Samuelstuen | 81,5      | 93,0   | 80,5      | 96,0   | 73,5      | 90,9   | 189,0 | 33.     |
| Skocznia duża     | John Balfanz       | 83,0      | 94,8   | 73,5      | 83,4   | 71,0      | 85,4   | 180,2 | 41.     |